# Dean Podgornik
Dean Podgornik (né le 3 juillet 1979) est un coureur cycliste slovène, professionnel de 2003 à 2011.

## Palmarès
- 2000
  - 2e du championnat de Slovénie du contre-la-montre espoirs
- 2001
  - 3e étape du Tour de Slovénie
  - 3e du Trophy Riviera I
  - 3e du championnat de Slovénie du contre-la-montre espoirs
- 2002
  - Grand Prix Šenčur
  - 2e étape b du Tour de Slovénie (contre-la-montre)
  - 2e du Tour de Slovénie
- 2003
  - Grand Prix Šenčur
  - GP Krka
  - GP Istria II - Umag
  - 8e étape de l'Olympia's Tour
  - 3ea étape du Tour de Serbie
  - 3e du Trofej Plava Laguna Poreč II
  - 3e du championnat de Slovénie du contre-la-montre
- 2004
  -  Champion de Slovénie du contre-la-montre
- 2005
  - 2e de Veenendaal-Veenendaal
  - 3e du championnat de Slovénie du contre-la-montre
- 2010
  - Tour du Maroc :
    - Classement final
    - 1re et 4e étapes

## Résultats sur le Tour d'Italie
1 participation
- 2004 : 138e

## Classements mondiaux
| Année           | 2005 | 2006 | 2007  | 2008  | 2009 | 2010 | 2011  |
| --------------- | ---- | ---- | ----- | ----- | ---- | ---- | ----- |
| UCI Africa Tour |      |      |       |       |      | 9e   |       |
| UCI Europe Tour | 232e |      | 1108e | 1217e | 862e | 744e | 1087e |